# Metaphycus armitagei
Metaphycus armitagei är en stekelart som först beskrevs av Compere 1926.  Metaphycus armitagei ingår i släktet Metaphycus och familjen sköldlussteklar. Inga underarter finns listade i Catalogue of Life.